# 有線電視新聞網國際新聞網絡
CNN國際新聞網絡（又稱有線電視新聞網國際新聞網絡、CNN國際台），是以有線電視及衛星覆蓋全球大部份地方的電視網，於全球200個國家，超過三億的家庭和旅館房間中收看。大部份收視戶均可免費收看，其他則透過收費電視供應商及衛星收看不同版本的CNN國際新聞網絡。此頻道主要播放新聞、時事資訊及財經節目，而CNN國際新聞網絡由特納廣播提供服務。

## 歷史

有線電視新聞網國際新聞網絡在1998年－2005年的商標

有線電視新聞網國際新聞網絡在2005年－2009年的商標

由於泰德·透納的國際主義理想，CNNI有很大一部份因此而在1985年開播，剛開始主要是針對美國的商務旅行者進行播送。CNNI早期在亞特蘭大的攝影棚分散在CNN美國台總部各個安靜地方的角落，編輯部甚至連個電子時鐘也沒有。原本CNNI的多數節目係由聯播CNN兩個美國本土頻道—CNN美國台和CNN頭條新聞台—而成。然而從1992年起，CNNI增加了很多以國際觀眾為目標的自製新聞節目。為了與英國的英國廣播公司世界頻道（BBC國際台）競爭，一個全新連結起編輯部與主播台的攝影棚於1994年落成。透過各種國籍背景所組成的新聞團隊，CNNI開始展露全球導向新聞頻道的面貌，儘管仍被一些人指該台的新聞編輯走向仍然是推廣美國的價值觀。
在1998年，CNNI進行了一次大改版，使該台的美國味不再那麼重，取而代之的是更「國際化」的美學。CNNI在2006年又進行了一次改版，將零碎的五顏六色標題，轉換成井然有序而具時尚感的線條。
1999年3月10日，當Eason Jordan在哈佛大學演講時，他感謝菲德尔·卡斯特罗激勵了他創辦CNN國際台。
在美國，CNNI北美版本曾於CNN財經頻道整夜與週末播出，直到該台於2004年12月停播為止。在有限制的前提之下，現在CNNI只在自己台播出，但亦出現在有線電視的付費組合中。
也有很多分部或合作成立的CNN新聞頻道不以英語為母語。CNN的新聞網站除了以英文撰寫的國際版和美國版，亦有阿拉伯文版和西班牙文版。

## 各地版本
不同版本的CNN節目並沒有太大的不同，但在製作時數有明顯差別，如倫敦製作中心會每週製作50小時新聞。有時候CNNI會從CNN美國台挑選新聞或CNN美國台的節目來播放。偶爾當美國的晚間時刻發生重大國際新聞時，CNN美國台也會与CNNI聯播。

## 批評
部份非美國觀眾覺得，若確切地以一個「國際」頻道來思考，CNNI仍太過美國化，強調美國的價值，例如1990年代辛普森案審判期間，CNNI大量報導此議題，雖然已較CNN美國本台來得少，更重要的是，以比例原則來說，這被許多觀眾認為是對其他正在發生的全球大事的一種蔑視，CNNI所選播的新聞以及為了收集新聞資源所做佈署，亦是美國觀點的「重要國際新聞」，內容實際上在特定議題上有明顯的政治取態。
2007年2月12日，奈及利亞新聞部長努維克（Frank Nweke Jr.）指控CNNI一週前播出的一則由CNN駐非洲特派員柯伊南吉發回的獨家報導影片是假造的。該則報導的主題是2007年1月20日在奈及利亞海域發生的，一艘懸掛奈及利亞國旗的貨輪船上24名菲律賓籍船員遭好戰分子綁架案。在該則報導的畫面中，24名人質排排坐在塑膠椅上，面帶恐懼；數十名好戰分子身穿黑衣，頭戴黑色面罩，在一旁手舞足蹈，甚至對空鳴槍。努維克說：「我們有證據，報導中有部分人是拿錢演戲。」並指責這則傳送到全球各地的新聞「製造不必要的驚慌，並將奈及利亞描繪成陷入動盪的國家。」CNN國際新聞主播吉姆·克蘭西（Jim Clancy）在節目中嚴正表示，CNN絕無花錢假造新聞，該則報導的支出僅有租用船隻及僱用當地自由記者協助翻譯的費用（合計1150美元），「CNN不會付錢給受訪者」。

## 記者群與主播群
| - 克里斯汀·阿曼普 - Becky Anderson - Aneesh Raman - Guillermo Arduino - Terry Baddoo - Todd Benjamin - Satinder Bindra - 馬修·錢斯 - Mike Chinoy - Rosemary Church - Jim Clancy - 皮爾斯·摩根 | - Adrian Finnigan - Max Foster - Maria Ressa - Stephen Frazier - Hala Gorani - Lorraine Hahn - Charles Hodson - Michael Holmes - Jeff Koinange - Maggie Lake - Jonathan Mann | - Colleen McEdwards - Mark McKay - Asieh Namdar - Octavia Nasr - Paula Newton - Robin Oakley - Femi Oke - 李察·奎斯特 - Monita Rajpal | - Anjali Rao - Shihab Rattansi - Candy Reid - Don Riddell - Hugh Riminton - Dan Rivers - Nic Robertson - Richard Roth - Andrea Sanke - Isha Sesay | - Atika Shubert - Patrick Snell - Andrew Stevens - 魯可蒂 - Fionnuala Sweeney - Ralitsa Vassileva - Zain Verjee - Alessio Vinci - Choong Chong Yew |

## 外部連結
- CNN國際新聞網絡官方網站 （页面存档备份，存于）（英文）
- 550 CNN International - 中華電信 MOD 網站 （页面存档备份，存于）（繁體中文）